# Moni Singh
Moni Singh (* 19. Juli 1900 in Susang-Durgapur, Distrikt Mymensingh; † 31. Dezember 1990 in Dhaka) war ein kommunistischer Politiker in Ostpakistan und Bangladesch.  Er war von 1973 bis 1990 Vorsitzender der Kommunistischen Partei Bangladeschs.

## Leben
Nach Abschluss seiner Grundschulausbildung ging Singh nach Kalkutta, um seine Schulausbildung fortzusetzen. In Kalkutta schloss er sich 1914 Anushilan Dal an, eine bewaffnete revolutionäre Gruppe. Ein Jahrzehnt später wurde er Mitglied der Kommunistischen Partei Indiens. Singh war einer der Organisatoren der Gewerkschaftsbewegung in Kalkutta. In den späten 1920er Jahren war er Mitbegründer einer Gewerkschaft der Textil-, Hafen- und Jutearbeiter. Singh erreichte seinen ersten Erfolg im Jahr 1928, als er einen 13-tägigen Streik der Arbeiter der Kesharam Cotton Mills in Kalkutta erfolgreich geführt hatte. Im Mai 1930 wurde er verhaftet und erst im November 1937 wieder aus dem Gefängnis entlassen. Nach seiner Entlassung ging er zurück nach Susang-Durgapur. In den späten 1930er und 1940er Jahren war er einer der Organisatoren der Bauernbewegung (Tanka Movement) in Ostbengalen.
Nach der Gründung Pakistans 1947 war Singh im März 1948 Mitbegründer der Kommunistischen Partei Ostpakistans. Von 1948 bis 1971 war er Mitglied des Zentralkomitees (ZK) der KP Ostpakistans und von 1951 bis 1968 Sekretär des ZK. 1968 wurde er zum Generalsekretär der KP Ostpakistans gewählt. Während des Zerwürfnisses zwischen der Sowjetunion und der Volksrepublik China in den 1960er Jahren unterstützte Singh die sowjetische Position. Nach der Unabhängigkeit Bangladeschs wurde Singh in das ZK der Kommunistischen Partei Bangladeschs gewählt, auf dem II. Parteitag der KP Bangladeschs wurde er 1973 zum Vorsitzenden der Partei gewählt. Diesen Posten hatte er bis zu seinem Tode 1990 inne.
Singh verbrachte wegen seiner politischen Betätigung insgesamt rund 15 Jahre seines Lebens im Gefängnis. Sein autobiographisches Werk Jiban Sangram erschien erstmals 1983. Eine englische Übersetzung erschien 1988 unter dem Titel Life is a Struggle.

## Auszeichnungen und Ehrungen
- Unabhängigkeitstags-Auszeichnung (Independence Day Award, höchste Auszeichnung Bangladeschs, posthum 2004).
- Nach ihm ist die Comrade Moni Singh Street in Dhaka sowie die Comrade Moni Singh Bridge über den Fluss Shomewori benannt.